# Atelier parisien d'urbanisme
Atelier parisien d'urbanisme (zkráceně Apur) je nezisková asociace, jejímž úkolem je koordinace mezi subjekty, které se podílejí na veřejném plánování a místním rozvoji v prostoru města Paříže a metropole Velké Paříže.

## Členění
Asociaci založila 3. července 1967 Pařížská rada. Jejími členy jsou subjekty:
- Město Paříž
- Francouzský stát
- Métropole du Grand Paris
- Société du Grand Paris
- Pařížská obchodní a průmyslová komora
- Pařížský dopravní podnik
- Établissement public territorial Plaine Commune
- Établissement public territorial Paris Terres d'Envol
- Établissement public territorial Est Ensemble
- Établissement public territorial Grand Paris - Grand Est
- Établissement public territorial Paris-Est-Marne et Bois
- Établissement public territorial Grand-Orly Seine Bièvre
- Syndicat interdépartemental pour l'assainissement de l'agglomération parisienne
- Syndicat intercommunal de la périphérie de Paris pour les énergies et les réseaux de communication
- Syndicat intercommunal pour le gaz et l'électricité en Île-de-France
- Syndicat intercommunal de collecte et de traitement des ordures ménagères
- Assistance publique – Hôpitaux de Paris
- Île-de-France Mobilités
- Caisse des dépôts et consignations
- Eau de Paris
- L'Établissement public d'aménagement universitaire de la région Île-de-France
- Grand Paris Aménagement
- Paris Habitat
- Haropa port
- SNCF Immobilier
- Conseil départemental de la Seine-Saint-Denis
- Paris La Défense
- Voies navigables de France
- Établissement public foncier d'Île-de-France

Apur měl k 1. lednu 2024 celkem 73 zaměstnanců, kteří tvoří multidisciplinární týmy:
- architekti, inženýři, ekonomové, geografové, sociologové, demografové, kartografové;
- GIS a databázoví specialisté, geomatici, statistici;
- dokumentační, vydavatelské a komunikační služby;
- administrativní služby (lidské zdroje, účetnictví, sekretariát apod.).

## Činnost
Úkolem Apuru je dokumentovat, analyzovat a rozvíjet budoucí strategie týkající se městského a společenského rozvoje v Paříži a metropoli Velké Paříže. Slouží mj. jako nástroj pro veřejné plánování a rozvoj v pařížském a metropolitním měřítku a jako platforma pro výměnu, šíření a společné budování se všemi zúčastněnými stranami v Paříži a metropoli Velké Paříže, technickými odbory, veřejnými institucemi, obcemi a občany.
Jeho úkoly jsou každý rok definovány pracovním programem přijatým na valné hromadě, který zahrnuje studie, pozorování a zpracování dat, za jejichž provádění je Apur odpovědný, a na které upozorňuje své správce a veřejnost.